# St. Walburga (Külsheim)

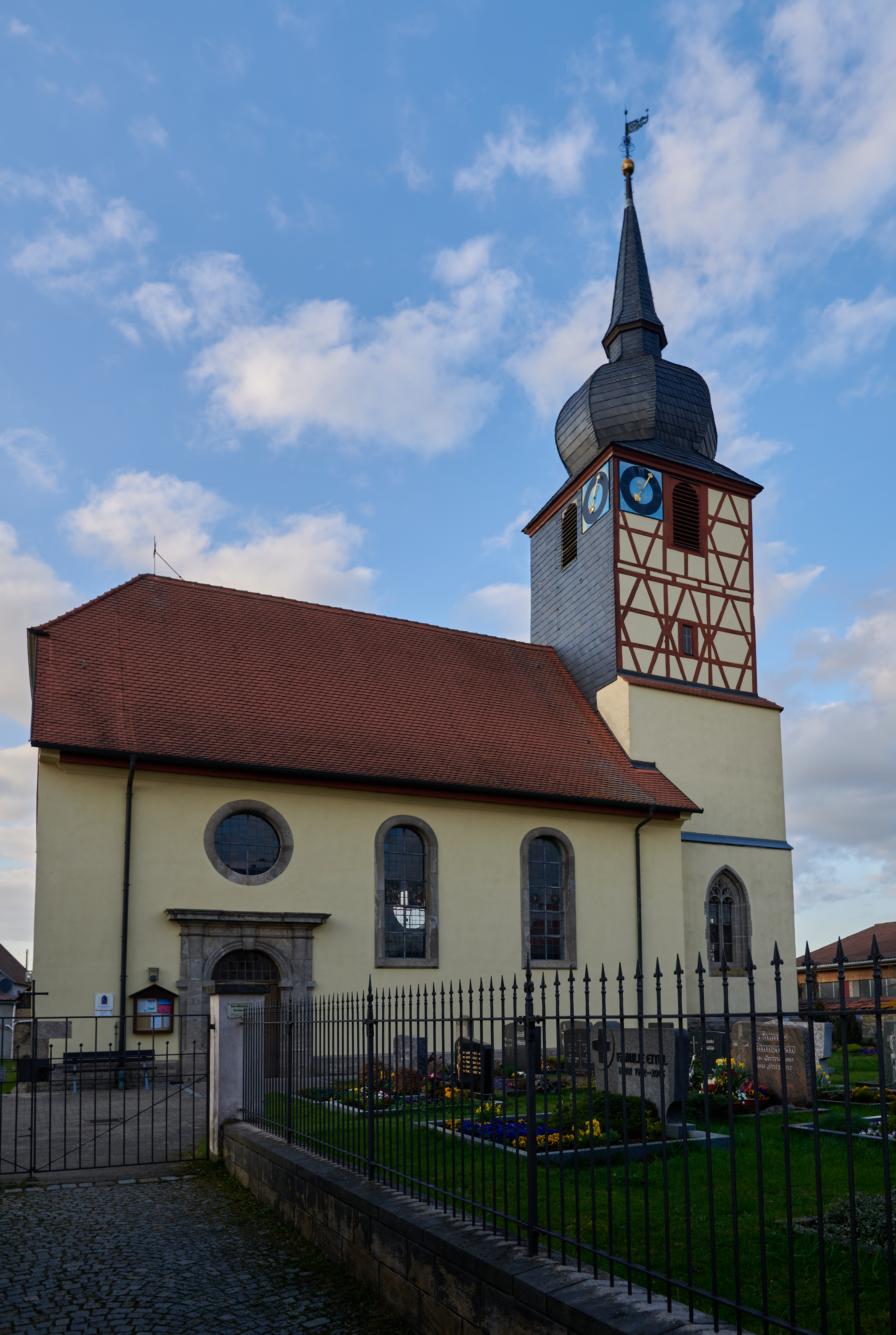
St. Walburga in Külsheim

Die evangelische, denkmalgeschützte Pfarrkirche St. Walburga steht in Külsheim, einem Gemeindeteil der Stadt Bad Windsheim im Landkreis Neustadt an der Aisch-Bad Windsheim (Mittelfranken, Bayern). Das Bauwerk ist unter der Denkmalnummer D-5-75-112-283 als Baudenkmal in der Bayerischen Denkmalliste eingetragen. Die Kirchengemeinde gehört zur Tiefgrundpfarrei des Dekanats Bad Windsheim im Kirchenkreis Ansbach-Würzburg der Evangelisch-Lutherischen Kirche in Bayern.

## Beschreibung
Der zweigeschossige Chorturm wurde mit einem Geschoss aus Holzfachwerk mit zum Teil sichtbaren Gefachen aufgestockt, das die Turmuhr und den Glockenstuhl beherbergt, und mit einer schiefergedeckten Zwiebelhaube bedeckt, die sich in einem spitzen Helm fortsetzt. Das Langhaus aus drei Jochen ist mit einem Satteldach bedeckt, das im Westen einen Krüppelwalm hat. 
Die Kirchenausstattung, wie die von Georg Brenck d. Ä. 1623 gebaute Kanzel und die um 1490 entstandene Statue der Maria, wurde vom Vorgängerbau übernommen.